# Macropoides nietoi
Macropoides nietoi är en skalbaggsart som beskrevs av Guérin-Méneville 1844. Macropoides nietoi ingår i släktet Macropoides och familjen Rutelidae. Inga underarter finns listade i Catalogue of Life.